# Komatsu Akihito
Principe Komatsu Akihito (小松宮彰仁親王, Komatsu-no-miya Akihito shinnō) do Japão (11 de fevereiro de 1856 - 18 de fevereiro de 1903) foi um membro da Família Imperial Japonesa da casa principesca de Fushimi-no-miya (伏見宮家) e um soldado de carreira no Exército Imperial Japonês.
Principe Komatsu foi o primeiro membro da família imperial para viajar fora do Japão.
A coroação do Rei Eduardo VII do Reino Unido em 1902, o Japão foi representada pelo irmão do imperador Meiji. O príncipe Komatsu Akihito foi a mais alta classificação membro da delegação japonesa.

## Genealogia
O príncipe Akihito foi o irmão do imperador Meiji.